# Merneptah
Merneptah ali Merenptah je bil četrti faraon iz Devetnajste egipčanske dinastije, ki je vladal skoraj deset let od julija ali avgusta 1213 pr. n. št. do 2. maja 1203 pr. n. št.,  * ni znano, † 2. maj 1203 pr. n. št.
Bil je trinajsti sin faraona Ramzesa II. in edini, ki je prišel na prestol, ker so vsi njegovi starejši bratje umrli. Ob prevzemu oblasti je bil star verjetno okoli šestdeset let. Njegovo prestolno ime Ba-en-re Mery-netjeru pomeni Rajeva duša, ljubljenec bogov.
Merneptah je bil verjetno četrti sin Isetnofret I., druge žene Ramzesa II. Poročen je bil s kraljico Isetnofret II. Po imenu sodeč je bila njegova sestra. Domnevno je bil poročen tudi s kraljico Takhat. Eden od njenih sinov ga je nasledil kot Seti II. Njun sin je bil tudi princ Merneptah in morda uzurpator Amenmes in hčerka Tuosret, žena kasnejšega faraona Setija II.

## Prihod na prestol
Merneptah je bil verjetno trinasti sin Ramzesa II.  Na prestol je prišel približno pri sedemdesetih letih, ker je preživel vse svoje starejše brate. Oče Ramzes II. je bil pri devetdesetih letih eden od najstarejših, če ne najstarejši faraon v egipčanski zgodovini. V 40. letu Ramzesovega vladanja je bil Merneptah imenovan za nadzornika egipčanske vojske, v 55. letu pa je bil uradno proglašen za kronskega princa in prestolonaslednika. Ramzes je takrat praznoval svoj osemdeseti rojstni dan. Merneptah je prevzel posle v državni upravi in postal princ regent, ker je bil Ramzes zadnjih dvanajst let vladanja verjetno  senilen.

## Kronologija
Po podatkih v primarnih virih je Merneptah vladal skoraj deset let. Astronomski izračuni mrkov pred Merneptahovim pohodom v Kanaan (Joz 10, 10-14) postavljajo začetek njegovega vladanja v leto 1209 ali 1210 pr. n. št.

## Vojni pohodi
Merneptah je med svojim vladanjem izvedel več vojnih pohodov. V 5. letu vladanja se je vojskoval z Libijci, ki so s pomočjo Ljudstev z morja ogrožali Egipt z zahoda. Pri mestu Perire, verjetno na zahodnem robu Nilove delte, jih je po šest ur trajajoči bitki premagal. Njegova zmaga je opisana na zidu ob šestem karnaškem pilonu. Zapis trdi, da je ubil 6.000 vojakov in zajel 9.000 ujetnikov.
Isti dogodek je na Merneptahovi steli opisan kot pesnitev. Stela je bolj znana kot Izraelska stela, ker omenja domnevno dokončno uničenje Izraela na pohodu v Kanaan pred 5. letom njegovega vladanja: »Izrael je izbrisan ... njegovega semena  ni več.« Na steli je prva znana egipčanska  omemba Izraela, ne kot države, ampak kot plemena oziroma ljudstva.

## Nasledstvo
Merneptah je prišel na prestol v svojih poznih 60. ali zgodnjih 70. letih. Po prevzemu oblasti je prestolnico Egipta preselil iz Pi-Ramessesa nazaj v Memfis, kjer je zgradil kraljevo palačo in Ptajev tempelj. Palačo so leta 1915 odkopali  arheologi Muzeja Pensilvanske univerze pod vodstvom Clarencea Stanleya Fisherja.
Merneptahov naslednik Seti II. je bil sin kraljice Isetnofret. Setijevo vladanje ni potekalo mirno, ker si je oblast v Gornjem Egiptu in Kušu  prilastil rivalski faraon Amenmes, ki je bil ali sin Merneptaha in Takhat ali, manj verjetno, sin Ramzesa II. Seti II. je oblast v Tebah ponovno vzpostavil po Amenmesovem porazu v 5. letu vladanja. Amenmes se je pred uzurpiranjem oblasti morda imenoval Mesuvi in je bil podkralj Kuša.

## Mumija
Merneptah je trpel zaradi artritisa in poapnenja žil in umrl kot star mož. Prvotno je bil pokopan v grobnici KV8 v Dolini kraljev, vendar njegove mumije v njej niso našli. Leta 1898 je francoski egiptolog Victor Loret odkril grobnico Amenhotepa II. (KV35), v kateri je bila med osemnajstimi mumijami tudi Merneptahova. V Kairu je mumijo odvil in pregledal avstralski anatom in egiptolog  Grafton Elliot Smith in 8. julija 1907 poročal:
Telo starega moža je dolgo 1 m 714 mm. Merneptah je bil skoraj popolnoma plešast.  Na senceh in zatilju smo s težavo opazili ozek pas belih las. Na zgornji ustnici je bilo nekaj črnih dlak. Nekaj redkih zlepljanih dlak je bilo  tudi na licih in bradi. Splošen videz obraza spominja na Ramzesa II., oblika lobanjskega svoda im meritve obraza pa kažejo več podobnosti z njegovim starim očetom, Setijem I.